# Minuartia taurica
Minuartia taurica är en nejlikväxtart som först beskrevs av Christian von Steven, och fick sitt nu gällande namn av Graebner. Minuartia taurica ingår i släktet nörlar, och familjen nejlikväxter. Inga underarter finns listade i Catalogue of Life.